# Elsa Johansson
Elsa Amalia Johansson (i riksdagen kallad Johansson i Pryssgården), född Johansson 23 mars 1888 i Nyköping, död 9 augusti 1981 i Norrköpings S:t Olai församling, var en svensk textilarbetare och politiker (socialdemokrat).
Johansson föddes i Nyköping och kom 1915 till Norrköping och började arbeta som vävare. Mellan 1929 och 1931 var hon vice ordförande i Textils avdelning 9, och 1934 blev hon ordförande i Östgötadistriktet av socialdemokratiska kvinnoförbundet. 
År 1936 valdes hon in i riksdagen för Östergötlands läns valkrets för  socialdemokraterna i andra kammaren, och var riksdagsledamot fram till 1956. Hon verkade nästan hela sin tid i andra lagutskottet, där hon 1956 blev ordförande.  
Hon blev i och med detta den första kvinnliga ordföranden i ett ständigt utskott.
Hon hade många ytterligare uppdrag, bland annat som ledamot i länsarbetsnämnden, försvarsberedningskommittén och försvarets sociala byrå.